# Ciencia versus religión. Un falso conflicto
Ciencia versus religión. Un falso conflicto es la traducción de la obra en lengua inglesa Rock of Ages, escrita por el biólogo Stephen Jay Gould. El libro, dedicado a la relación entre la ciencia y la religión, fundamenta la posición conciliadora del autor a través de su concepto MANS. El libro se publicó por primera vez en 1999, y su traducción al español se hizo en 2000 por parte de la editorial Crítica.

## Descripción del libro
El libro trata la cuestión problemática de la relación entre religión y ciencia. Se compone de cuatro capítulos (Enunciado del problema, El problema resuelto en principio, Razones históricas para el conflicto, Razones psicológicas para el conflicto), subdivididos en catorce parágrafos. La exposición de los capítulos no sigue el orden lineal de los argumentos, puesto que la solución o desenlace del problema se anticipa y desarrolla en el capítulo 2, mientras que las causas del conflicto se desplazan a los capítulos 3 y 4.

## El principio MANS
Apelando a la estrategia de separación respetuosa como la mejor solución para problemas, Gould propone que la relación entre la ciencia y la religión sea de no superposición. A este principio lo denomina MANS (Magisterios que No se Superponen), que procede del acrónimo inglés original NOMA (Non-Overlapping Magisteria). El autor define un magisterio como un “ámbito en el que una forma de enseñanza posee los utensilios adecuados para el discurso y la resolución significativos". La ciencia y la religión se dedican a campos o dominios diferentes, de forma que no debe existir conflicto mientras no violen el espacio que le corresponde al otro: “Cada dominio de indagación enmarca sus propias reglas y cuestiones admisibles, y establece su propio criterio para el juicio y la resolución”(Stephen J. Gould, Ciencia versus religión. pág 56).
La ciencia es una práctica validada de investigación para describir e intentar explicar la constitución objetiva de la naturaleza, basada en el método hipotético deductivo y la evidencia empírica. En cambio, la religión se encarga de la discusión ética y búsqueda del sentido del mundo. En este sentido, Gould aclara su idea de la religión o lo religioso, como aquel “discurso moral basado en principios que pueden activar el ideal de camaradería universal entre las personas” (Gould, 2000). En el corazón del razonamiento, Gould estipula dos propiedades básicas sobre MANS: la equivalencia y la independencia de los magisterios. Por un lado, los dos ámbitos poseen un valor equivalente para una vida completa y se sitúan en un mismo nivel jerárquico; por el otro, tanto el tema como la metodología de cada magisterio son diferentes. En conclusión, no existe un magisterio de dominio universal, por lo que es obligatorio atender a ambos. Gould llega a afirmar que los seres humanos deben  aspirar a una plenitud a través de decisiones morales y científicas, por lo que deben integrar en su juicio tanto la ciencia como la religión. 
El autor insiste en que MANS delimita conceptualmente las intervenciones legítimas de las violaciones de cada uno de los ámbitos, de modo que se clarifica objetivamente la naturaleza de las relaciones que se establecen entre las personas con la ciencia y la religión. Es fácil advertir que, desde esta perspectiva, cualquiera de las formas distintas al debate consensuado y el no solapamiento, ni son deseables ni son legítimas. Por último, Gould apunta a dos posibles conductas espurias de MANS, a las que llama “los dos caminos falsos de la irénica”, que se deben evitar. El primer camino falso es el sincretismo, que pretende la fusión de ambos magisterios y, a su vez, presenta dos versiones: la primera da prioridad a la religión y pretendería que la ciencia validase los postulados de la religión; la segunda partiría de la supremacía de la ciencia, obligando a la religión a ajustarse a los resultados de aquella. El otro camino falso supone caer en el hábito social de la evasión y evitación del debate saludable: es decir, ignorar el problema para evitar el conflicto.

## El origen del conflicto
Aunque históricamente se ha discutido la existencia de un conflicto en las relaciones históricas entre la ciencia y la religión, Gould afirma que se trata de un falso antagonismo procedente de causas psicológicas, políticas y sociales. De hecho, Gould considera que la mayoría de las autoridades religiosas y científicos han deseado y desean el buen entendimiento y la no superposición entre ambas. A lo largo del libro, el autor recurre al ejemplo de aquellos líderes religiosos y grandes científicos que han sido capaces de integrar en sus vidas una religiosidad sincera con el reconocimiento de la autoridad de la práctica científica. En la presentación inicial utiliza como ejemplos situaciones de tensión durante las vidas de Santo Tomás Apóstol, Thomas Burnett, Charles Darwin, Francis William Newman, y Thomas Henry Huxley. Durante la segunda mitad del capítulo 2 y todo el capítulo 3, Gould analiza escenarios históricos debatidos que se suelen esgrimir como modelos de conflicto, en los que no encuentra una causa directamente relacionada con el discurso y la metodología de la ciencia o de la religión. Así, se fija en las interacciones entre el Papado, en las figuras de Urbano VIII, Pío XII y Juan Pablo II, con respecto al caso de Galileo o el de Darwin.  Si Urbano VIII se había limitado a tolerar las nuevas teorías cosmológicas en cuanto hipótesis meramente matemáticas, Pío XII aceptará la teoría evolutiva como posibilidad real, aunque limitada a la explicación del origen el cuerpo físico, y dejando el problema del alma en el terreno de la religión. Finalmente, Juan Pablo II mostrará, a su parecer, la posibilidad de conciliar su fe con la plena potestad de la ciencia sobre el hecho objetivo de la evolución. 
Posteriormente, Gould pasa a considerar aspectos sociológicos como causas que se dan en el seno de las religiones, pero de naturaleza no estrictamente religiosa: el dogmatismo, la lucha por el estatus y el poder político, o la identificación de áreas de indagación comunes. En este sentido, se detiene a analizar los ejemplos de Cristóbal Colón y del actual creacionismo americano, como falacias o violaciones de la relación legítima entre ciencia y religión.
Gould centra las causas psicológicas en una supuesta problemática que le plantea al ser humano su comprensión de la naturaleza. El contraste entre el orden moral humano y la conducta del mundo natural, al parecer, genera una conflictividad al intentar darle un sentido a aquella. Las alternativas psicológicas oscilan entre la aceptación y descripción científica de ese mundo, o la inadaptación y el deseo de superar y ordenar la naturaleza. Ambas posturas encuentran apoyo respectivo en la ciencia y la religión, de modo que se crea artificialmente un conflicto, que es independiente de la metodología y ámbito de cada magisterio. Gould busca en Darwin una resolución ejemplar de este conflicto falso, mediante tres ideas: a) la naturaleza no puede resolver cuestiones religiosas ni la moralidad; b) no existe equiparación objetiva entre nuestros deseos sobre la naturaleza y el comportamiento de ésta; c) la naturaleza no tiene connotación moral, por lo que no puede reflejar nuestras preferencias morales o estéticas.
En definitiva, la realidad de la naturaleza no ofrece pruebas que sustenten las creencias religiosas, ni permite al ser humano arrogarse potestad moral sobre el mundo natural. Por otro lado, la ciencia no tiene capacidad para negar la intervención de Dios en el universo ni puede por sí misma dotar de sentido la vida humana. Más aún, la ciencia no puede ir más allá, en cuanto al orden moral, de la constatación de meros hechos neurológicos o psicológicos sin poder normativo. Esto es así porque cualquier hecho es compatible con cualquier forma de normatividad moral: la norma puede ir, sin menoscabo de su lógica interna, en contra del hecho objetivo.

## Críticas
La publicación del libro de Gould, concretamente su tesis MANS, generó un debate importante en la comunidad científica y no estuvo exento de críticas negativas por parte de otros científicos relevantes, como las de Richard Dawkins o el humanista Paul Kurtz. El libro ha recibido también extensos comentarios por parte de los biólogos Ursula Goodenough y Allen Orr, el patólogo Brian Jackson o el filósofo Michael Ruse, que se detallan a continuación. 
Ursula Goodenough es profesora de biología en la Universidad en la Washington University de San Luis especializada en algas eucariotas. Goodenough reconoce las virtudes divulgativas de Stephen J. Gould, ampliamente demostradas a lo largo de sus numerosas obras publicadas, pero encuentra desafiante la proposición MANS. Según Gould, la tesis de MANS es "intelectualmente sólida", "eminentemente práctica", "loable", y no duda en calificar a quienes no aceptan dicho presupuesto de  poseedores de un "concepto de religión estrecho de miras". Los problemas aparecen con la propia consideración de “magisterio”. Para el caso científico está claro, pero no así para el religioso. Gould explica que el resultado de la investigación religiosa es el sentido y la moral, sin que quede claro qué metodología se emplea para ello. En efecto, Goodenaugh acusa a Gould de abstenerse de “identificar las herramientas para un discurso y una resolución significativos en el magisterio de la religión”. Además Gould compagina esa ausencia con la afirmación de que ese discurso religioso, cuya metodología no aclara, produce dos resultados bien precisos: el significado último y el valor moral. Estos dos resultados se refieren a conjuntos diferentes de preguntas: las preguntas relativas al porqué (why-questions) y las relativas a cómo debemos proceder. Además, ambos resultados requieren métodos de investigación diferentes: un sistema de significado implica creencias personales mientras que un sistema de valores morales comporta habitualmente una intersubjetividad social, una validación por consenso. Más aún, mientras que la religión difícilmente puede aportar nada a la ciencia, la inversa no es cierta: la ciencia tiene muchas cosas interesantes que decir a la religión; proporciona gran parte de las "qué-respuestas” para las preguntas sobre los "porqués" y  los "cómo" con las que nos enfrentamos. Por ello, Goodenaugh afirma que, de existir una membrana separando ciencia y religión, será una membrana semipermeable. La autora se muestra sorprendida ante ciertas acritudes de Gould en un texto por lo demás amable, como cuando califica, sin especificar, a “muchos científicos” de "arrogantes (…) que intentan degradar la religión a la impotencia y la inconsecuencia, o mantienen objetivos imperialistas". Pero Goodenaugh se resiste a terminar sin una nota final de acuerdo básico con el corazón del mensaje, con su visión del proyecto humano en pos del conocimiento y con su entusiasmo ante la figura de un ser humano que progresa en libertad en medio de un Universo por lo demás indiferente a su sufrimiento.
Brian Jackson es un patólogo de la Language and Computing NV, de Bélgica. Jackson califica de objetivo ambicioso el esfuerzo de Gould y también se centra en la tesis MANS. Jackson reconoce el peso principal de los argumentos históricos del libro. A su juicio, éste proporciona una perspectiva histórica del problema de la convivencia entre ciencia y religión, que por sí sola ya justifica la lectura del mismo. Sin embargo hay un detalle en las afirmaciones de Gould abiertamente criticado por Jackson: la consideración de la religión como un mero soporte de definiciones morales y éticas, en el que toda creencia en un Ser creador personal es considerado como inapropiada para una persona reflexiva. Es evidente que el MANS de Gould no puede ser aceptado, como él dice, por los principales líderes de la ciencia y de la religión si se basa en tales consideraciones. Gould parece utilizar unos tipos de religión muy limitados que no se corresponden con la realidad.  En opinión de Jackson habría sido más prudente empezar con un entendimiento más amplio y con el respeto por las creencias religiosas, si el objetivo de este libro era promover la comprensión y el diálogo productivo entre la ciencia y la religión. Aun así, este autor considera que el libro es un recurso excelente para cualquiera que desee profundizar en el tema de la relación, siempre difícil y tensa, entre ciencia y religión. En su reseña, Jim Walker defiende la idea de que para la coexistencia pacífica entre la ciencia y la religión, es necesaria una respetuosa no interferencia. La ciencia define el mundo natural, mientras que la religión define el mundo moral. Walker se muestra de acuerdo con MANS, pero duda de que la mayoría de los integrantes de ambos grupos cambien su mentalidad, porque, a pesar de ser MANS una posición razonable, las creencias son más poderosas que la razón. La mayoría de las personas religiosas actúan por un deber que su creencia les impone, ya sea por temor al infierno o esperanza del cielo, más que por una comprensión de la naturaleza de la moralidad.  La religión, por definición, se somete a la creencia humana en un poder sobrehumano, no a una definición del acto moral. El autor observa que es reciente la idea de que la religión define la moral, y se trata más bien de una postura en defensa de la religión. Por eso, el autor considera más oportuno un magisterio de ética que de religión. Por otra parte, para Walker, la abundancia de expresiones por parte de Gould, tales como "amén", "sólo el Señor sabe..."...etc, aun confesándose Gould agnóstico, no están justificadas, ni siquiera como meras expresiones lingüísticas, pues considera que Gould tiene el vocabulario y el talento suficiente para utilizar otras más apropiadas. Walker hace una precisión final: el Big Bang no puede ser considerado una descripción de la creación inicial del universo ex nihilo, porque no establece el principio definitivo de la materia, algo que quedaría fuera de sus competencias, sino que es una teoría sobre el origen de nuestro universo conocido.

Otro autor que se ha ocupado del libro es Michael Ruse, filósofo de la ciencia especializado en filosofía de la biología y profesor en las universidades de Ontario y de Florida. Ruse está en general de acuerdo con la separación que realiza Gould entre ambos magisterios, pero cree que la barrera que levanta Gould es demasiado estanca del lado de la ciencia. Según Ruse, la tesis MANS de Gould implica que el pensamiento religioso debe plegarse siempre a los dictados de la ciencia, dejando aparte la posibilidad de que los creyentes reinterpreten sus creencias a la luz del conocimiento científico. Eso implica que el pensamiento religioso queda restringido a las proposiciones éticas, y que las proposiciones ontológicas religiosas han de abandonarse completamente. Ruse defiende en cambio que el pensamiento religioso puede utilizar la ciencia para modificar las propias proposiciones existenciales. Por ejemplo, Ruse ve lícito que la dualidad Jesucristo-Dios se contemple desde la perspectiva de la mecánica cuántica, o que los creyentes puedan considerar que Dios ha creado el mundo no de golpe sino de modo que la vida evolucione. En suma, Ruse considera que la valla que separa ambos magisterios está poco equilibrada y que MANS deja al pensamiento religioso arrinconado, lo que desde el punto de vista de Ruse supone un error. H. Allen Orr, profesor de Biología Evolutiva en la Universidad de Rochester, se centra en dos argumentos principales. En primer lugar, Orr niega que la solución a todo problema complejo sea la búsqueda del punto medio aristotélico, como propone Gould. Hay problemas que no pueden resolverse de esta forma, sea cual sea su grado de complejidad, dado que sí es posible elucidar una solución verdadera y otra falsa. Dado que la ciencia no es una cuestión de opinión (como serían las virtudes aristotélicas), la solución del “punto medio” para las cuestiones ontológicas no es válida. En segundo lugar, Orr opina que es ingenuo pensar que los creyentes van a conformarse con la visión de la ciencia y que la religión en el fondo busca imponer sus posiciones existenciales, las cuales están en conflicto con la ciencia. Gould menciona que la religión es lo que uno busca dentro de sí mismo, pero es perfectamente posible que esa búsqueda lleve a conclusiones no científicas: ese es el conflicto que debe resolverse, resolución que la tesis MANS no logra. 